# Herman Sörgel
Herman Sörgel (Ratisbona, 2 de Abril de 1885 - 25 de Dezembro de 1952) foi um arquitecto alemão, autor do projecto Atlantropa—um continente europeu expandido pela construção de uma barragem gigante no Estreito de Gibraltar.
Em 1942, Sörgel foi proibido de publicar as suas ideias pelo Partido Nacional-Socialista, no poder na Alemanha.
Foi morto quando se dirigia de bicicleta para uma aula numa universidade em Munique, numa estrada sem curvas e em circunstâncias misteriosas. O condutor do automóvel que o atropelou nunca foi encontrado.